# نادي الأحمدي
نادي الأحمدي لكرة القدم هو نادي كرة قدم موريتاني مقره بنواكشوط.